# Gymnázium Otrokovice
Gymnázium Otrokovice je školské zařízení v Otrokovicích, jehož zřizovatelem je Zlínský kraj. Škola vznikla v září 1953 jako jedenáctiletá střední škola. V roce 1961 došlo ke změně na střední všeobecně vzdělávací školu a v důsledku školské reformy v roce 1969 pak na gymnázium.